# Distretto di Satara
Il distretto di Satara è un distretto del Maharashtra, in India, di 2 796 906 abitanti. È situato nella divisione di Pune e il suo capoluogo è Satara.